# 戴维·吉尔
戴维·吉尔爵士，KCB FRS FRSE LLD（1843年6月12日—1914年1月24日），苏格兰天文学家，知名于天文距离测量、天体照相学和大地测量学。他的职业生涯的大部分时间在南非度过。

## 部分著作
- "Heliometer Determination of Stellar Parallax in the Southern Hemisphere" and "A Determination of the Solar Parallax and Mass of the Moon from Heliometer Observations of Victoria and Sappho" (in Annals of the Cape Observatory, volumes vi and vii, 1896).
- "A Determination of the Solar Parallax from Observations of Mars at the Island of Ascension" (in the Memoirs of the Royal Astronomical Society, volumes xlvi and xlviii, 1881 and 1885). New International Encyclopedia
- . 1913  [2018-04-26]. （原始内容存档于2019-05-20）.[2]
- . London: Eyre and Spottiswoode. 1893.

## 奖项和荣誉
- 皇家学会会士 (1883年)
- 三等巴斯勋章 (1896年5月20日)
- 爵级司令勋章 (1900年5月24日)[3]
- 皇家天文学会主席 (1909年-1911年)
- 瑞典皇家科学院会员 (1910年)

### 讲座
1909年英国皇家科学院圣诞讲座：旧的与新的天文学。

### 奖项
- Valz奖 (1879年)[4]
- 布鲁斯奖章 (1900年)
- 英国皇家天文学会金质奖章 (1882年和1908年)
- 詹姆斯·克雷格·沃森奖章 (1899)[5]

### 以他的名字命名的事物
- 月球上的吉尔环形山
- 火星上的吉尔撞击坑

### 讣告
- MNRAS 75 (1915) 236 （页面存档备份，存于）
- PASP 26 (1914) 67 （页面存档备份，存于）